# تيرينس هالينان
تيرينس هالينان (بالإنجليزية: Terence Hallinan)‏ (1936 - 2020)، هو محامي وسياسي أمريكي من سان فرانسيسكو. توفي يوم 17 يناير 2020 في سان فرانسيسكو.